# Shooting War: World War II Combat Cameramen
Shooting War: World War II Combat Cameramen (conocida en España como Rodando la guerra) es una película de documental de 2000, dirigida por Richard Schickel, que a su vez la escribió, musicalizada por Arthur B. Rubinstein, en la fotografía estuvo Rob Goldie y Nancy Schreiber, los protagonistas son Tom Hanks, Stephen Ambrose y Russ Meyer, entre otros. El filme fue realizado por DreamWorks Television y Lorac Productions, se estrenó el 7 de diciembre de 2000.

## Sinopsis
El documental da a conocer cómo los fotógrafos de guerra afrontaron las atrocidades que ocurrieron en Europa y el Pacífico durante la Segunda Guerra Mundial.